# Municipio de Union (condado de Effingham)
El municipio de Union (en inglés: Union Township) es un municipio ubicado en el condado de Effingham en el estado estadounidense de Illinois. En el año 2010 tenía una población de 742 habitantes y una densidad poblacional de 7,99 personas por km².

## Geografía
El municipio de Union se encuentra ubicado en las coordenadas 38°57′33″N 88°31′20″O / 38.95917, -88.52222. Según la Oficina del Censo de los Estados Unidos, el municipio tiene una superficie total de 92.83 km², de la cual 92,71 km² corresponden a tierra firme y (0,13 %) 0,12 km² es agua.

## Demografía
Según el censo de 2010, había 742 personas residiendo en el municipio de Union. La densidad de población era de 7,99 hab./km². De los 742 habitantes, el municipio de Union estaba compuesto por el 97,98 % blancos, el 0,27 % eran afroamericanos, el 0,13 % eran amerindios, el 0,27 % eran asiáticos, el 0,4 % eran de otras razas y el 0,94 % eran de una mezcla de razas. Del total de la población el 1,21 % eran hispanos o latinos de cualquier raza.